# 圣奥拉利亚
圣奥拉利亚，是西班牙卡斯蒂利亚-拉曼恰托莱多省的一个市镇。总面积73平方公里，总人口2597人（2001年），人口密度36人/平方公里。